# Abou Lô
Aboubacar Moustapha Lô, detto Abou (Dakar, 2 gennaio 2000), è un calciatore senegalese, difensore dell'Amiens.

## Carriera
Ha iniziato la sua carriera nel Génération Foot per poi passare al Metz nel 2019. Fra il 2020 ed il 2022 ha giocato in prestito in Belgio al Seraing ed in terza divisione francese con il SO Cholet.
Il 5 febbraio 2023 ha debuttato in prima squadra nell'incontro di Ligue 2 vinto 2-0 contro l'Amiens.

## Statistiche

### Presenze e reti nei club
Statistiche aggiornate al 12 aprile 2024.
| Stagione        | Squadra         | Campionato      | Campionato | Campionato | Coppe nazionali | Coppe nazionali | Coppe nazionali | Coppe continentali | Coppe continentali | Coppe continentali | Altre coppe | Altre coppe | Altre coppe | Totale | Totale | Totale |
| Stagione        | Squadra         | Comp            | Pres       | Reti       | Comp            | Pres            | Reti            | Comp               | Pres               | Reti               | Comp        | Pres        | Reti        | Pres   | Reti   |        |
| --------------- | --------------- | --------------- | ---------- | ---------- | --------------- | --------------- | --------------- | ------------------ | ------------------ | ------------------ | ----------- | ----------- | ----------- | ------ | ------ | ------ |
| 2019-2020       | Metz 2          | N3              | 13         | 0          |                 | -               | -               |                    | -                  | -                  |             | -           | -           | 13     | 0      |        |
| 2020-2021       | Seraing         | D2              | 0          | 0          | CB              | 0               | 0               |                    | -                  | -                  |             | -           | -           | 0      | 0      |        |
| 2021-2022       | SO Cholet       | N1              | 28         | 6          | CF              | 3               | 0               |                    | -                  | -                  |             | -           | -           | 31     | 6      |        |
| 2022-2023       | Metz 2          | N2              | 3          | 0          |                 | -               | -               |                    | -                  | -                  |             | -           | -           | 3      | 0      |        |
| 2023-2024       | Metz 2          | N3              | 6          | 0          |                 | -               | -               |                    | -                  | -                  |             | -           | -           | 6      | 0      |        |
| 2022-2023       | Metz            | L2              | 5          | 0          | CF              | 0               | 0               |                    | -                  | -                  |             | -           | -           | 5      | 0      |        |
| 2023-2024       | Metz            | L1              | 4          | 0          | CF              | 0               | 0               |                    | -                  | -                  |             | -           | -           | 4      | 0      |        |
| Totale carriera | Totale carriera | Totale carriera | 59         | 6          |                 | 3               | 0               |                    | -                  | -                  |             | -           | -           | 62     | 3      |        |